# هانده ارچل
هانده ارچل (به ترکی استانبولی: Hande Erçel؛ زادهٔ ۲۴ نوامبر ۱۹۹۳) بازیگر اهل ترکیه است. او بیشتر به دلیل بازی در مجموعه‌های تلویزیونی عشق حرف حالیش نمیشه، تو در خانه‌ام را بزن و شخص دیگری و فیلم سینمایی مست عشق شناخته شده است.

## زندگی شخصی
او در ۲۴ نوامبر ۱۹۹۳ در شهر باندیرما متولد شد.
پدر و مادر او کایا ارچل و آیلین ارچل بوده اند، او خواهری به نام غمزه دارد.
ارچل در سال ۲۰۱۲ در مسابقات زیبایی در مسابقات زیبایی در جمهوری آذربایجان شرکت کرد و دوم شد.

## فعالیت هنری
در سال ۲۰۱۵ با بازی در مجموعهٔ تلویزیونی دختران آفتاب به شهرت رسید. از نقش‌های مهم او می‌توان به بازی در نقش سلین در مجموعهٔ تلویزیونی دختران آفتاب در مقابل تولگا ساریتاش، نقش حیات در مجموعهٔ تلویزیونی عشق حرف حالیش نمیشه در مقابل بوراک دنیز، نقش هازال در مجموعهٔ تلویزیونی مروارید سیاه در مقابل تولگاهان ساییشمان، نقش مژده در مجموعهٔ تلویزیونی حلقه در مقابل سرکان چای‌اوغلو، نقش عزیزه در مجموعهٔ تلویزیونی عزیزه در مقابل بورا گولسوی و نقش ادا در مجموعهٔ تلویزیونی تو در خانه‌ام را بزن در مقابل کرم بورسین نام برد.

## فیلم‌شناسی

### فیلم
| سال  | عنوان   | نقش         | کارگردان | توضیحات  |
| ---- | ------- | ----------- | -------- | -------- |
| ۲۰۲۴ | مست عشق | کیمیا خاتون | حسن فتحی | نقش مکمل |

### تلویزیون
| سال       | عنوان                      | نقش              | توضیحات  |
| --------- | -------------------------- | ---------------- | -------- |
| ۲۰۱۴      | دیوانه در کلاس درس دانشگاه | مریم             | نقش مکمل |
| ۲۰۱۴      | درخت‌زندگی                  | سلن              | نقش مکمل |
| ۲۰۱۶–۲۰۱۵ | دختران آفتاب               | سلین ییلماز      | نقش اصلی |
| ۲۰۱۷–۲۰۱۶ | عشق حرف حالیش نمیشه        | حیات اوزون       | نقش اصلی |
| ۲۰۱۷      | مروارید سیاه               | هازال            | نقش اصلی |
| ۲۰۱۹      | حلقه                       | مژده             | نقش اصلی |
| ۲۰۱۹      | عزیزه                      | عزیزه            | نقش اصلی |
| ۲۰۲۱–۲۰۲۰ | تو در خانه‌ام را بزن        | ادا ییلدیز/بولات | نقش اصلی |
| ۲۰۲۳–۲۰۲۴ | شخص دیگری                  | لیلا گدیز        | نقش اصلی |

### اینترنتی
| سال  | عنوان     | نقش         | توضیحات  |
| ---- | --------- | ----------- | -------- |
| ۲۰۲۵ | تعقیب باد | آسلی مانسوی | نقش اصلی |

### موزیک ویدئو
| سال  | عنوان            | خواننده     | توضیحات         |
| ---- | ---------------- | ----------- | --------------- |
| ۲۰۱۷ | عزیزم مشکلی نیست | دمیر یاغمور | با رضا کجااوغلو |

## پیونده به بیرون
- وبگاه رسمی
- هانده ارچل در بانک اطلاعات اینترنتی فیلم‌ها (IMDb)
- هانده ارچل در اینستاگرام
- هانده ارچل در توییتر